# (5653) Камарильо
(5653) Камарильо (лат. Camarillo) — околоземный астероид из группы Амура (II), который был открыт 21 ноября 1992 года американскими астрономами Элеанорой Хелин и Кеннетом Лоуренсом в Паломарской обсерватории и назван в честь частной обсерватории в американском городе Камарилло, Калифорния, в котором проводились последующие наблюдения этой малой планеты.

Орбита астероида Камарильо и его положение в Солнечной системе